# Янссен, Петер
Петер Янссен, по прозванию Младший, настоящее имя — Петер Тамме Вейер (нем. Peter Janssen, род. 29 марта 1906 г. Бонн — ум. 18 марта 1979 г. Берлин) — немецкий художник, педагог.

## Жизнь и творчество
П. Янссен был членом художественного объединения Молодой Рейнланд, Нового Рейнского Сецессиона, Немецкого союза художников и др. В 1945 году он стал одним из основателей галереи Hella Nebelung в Мюнхене.
Родился в состоятельной семье; отец будущего художника был хирургом и основателем клиники Парацельса в Гольцхейме, мать — дочерью банкира. Дед его был художником Петером Янссеном Старшим. Вскоре после рождения Петера его семья переезжает в Дюссельдорф. После окончания гимназии Янссен учится в дюссельдорфской Академии художеств у таких педагогов, как Генрих Науэн и Ян Торн-Приккер (1923—1926), затем он поступает в парижскую Академию Гранд Шомьер (1926—1928).
Вернувшись на родину, Янссен в 1928—1930 годах живёт и работает в Дюссельдорфе как свободный художник. В 1932 году там же состоялась его первая персональная выставка. В 1935 году, на основании расовых национал-социалистских законов, Янссен был исключён из Союза немецких художников из-за своего частично еврейского происхождения. Мастер уезжает в Испанию (1933), затем в Италию (1936) и в США (1937), в 1938—1939 годах он живёт в Англии. Вернувшись в Германию, в 1940 году был призван в Лейпциге на военную службу. В 1941—1944 Янссен находится на нелегальном положении в Берлине, Баден-Бадене и в Бельгии. 11 ноября 1944 года художника арестовывают и отправляют в концлагерь Лённевиц. В начале 1945 года Янссен бежит из лагеря и скрывается до окончания войны в Дюссельдорфе. В 1946 состоялась первая послевоенная выставка его работ.
В 1957 году Янссен был приглашён профессором в Берлинский университет искусств, где и работал вплоть до своего эремитирования в 1971 году. Затем — свободный художник.
Полотна П. Янссена выставлялись неоднократно как в Германии, так и за её пределами. Его произведения хранятся во многих художественных музеях Берлина, в также Дюссельдорфа, Бонна, Майнца и др.

## Награды
- 1952: премия Корнелиуса города Дюссельдорф